# Сексуальна напруга, Частина 1: Нестабільний
«Сексуальна напруга, Частина 1: Нестабільний» (ісп. Tensión sexual, Volumen 1: Volátil) — міжнародно-спродюсований драматичний фільм 2012 року, поставлений режисерами Марко Бергером та Марсело Монако. Прем'єра фільму відбулася 7 жовтня 2012 року на Паризькому ЛГБТ-кінофестивалі Chéries-Chéris.

## Сюжет
Фільм складається з шести еротичних епізодів, кожен з яких розповідає історії прояву сексуальних бажань між двома чоловіками, які опинилися у незвичних для себе ситуаціях:
- Арі. Молодий чоловік, що прийшов зробити собі татуювання, починає відчувати приплив адреналіну. Його сексуальне напруження призводить до того, що він залишається у татуювальника на ніч.
- Кузен. Спекотного літнього дня хлопець раптом несподівано розуміє, що відчуває сексуальний потяг до свого кузена.
- Інший. Двоє друзів-гетеросексуалів показують буквально на прикладі самих себе, як займатися сексом з дівчиною.
- Зламані руки. Пацієнт з переламаними руками приймаючи ванну, отримує еротичне задоволення від губки в руках медбрата.
- Кохання. Одружений чоловік, що прийшов полагодити душ, залишаються спати з господарем.
- Тренування. Два культуристи у розпалі пристрасті, настільки захоплені обговоренням дівчат на фото, що раптом самі починають зривати з себе одяг, вивчаючи точені тіла один одного.

## У ролях
| Актор               |      | Епізод |
| ------------------- | ---- | ------ |
| Лукас Лагре         | ···· | Арі    |
| Маріо Верон         | ···· | Арі    |
| Хав'єр Де П'єтро    | ···· | Кузен  |
| Лаутаро Мацака      | ···· | Кузен  |
| Максіміліано Франко | ···· | Кузен  |
| Лео Мартінес        | ···· | Інший  |
| Гуїдо Гастальді     | ···· | Інший  |

| Актор              |      | Епізод       |
| ------------------ | ---- | ------------ |
| Хаїр Толедо        | ···· | Зламані руки |
| Ернан Муноа        | ···· | Зламані руки |
| Антоніа Де Мічеліс | ···· | Зламані руки |
| Сантьяго Кааманьо  | ···· | Кохання      |
| Франсіско Ортіз    | ···· | Кохання      |
| Хорхе Кароссіа     | ···· | Тренування   |
| Феде Гуаск         | ···· | Тренування   |